# Сејад Крџалић
Сејад Крџалић (Добој, 5. јануар 1960.) некадашњи је бацач копља, репрезентативац и рекордер СФР Југославије у атлетици. 
На Олимпијским играма 1988. у Сеулу, Јужна Кореја, Крџалић је завршио на дванаестом месту. Лични рекорд (83,34 м) поставио је 30. маја 1987. у Београду. Овај резултат је и данас (2024), актуелни рекорд Србије у бацању копља.
Након такмичарске каријере у атлетици, Крџалић је радио као кондициони тренер у кошаркашкој репрезентацији Југославије од 1996. до 2000. године, као и у клубовима Партизану, Боровици, ФМП-у, Бенетону и Панатинаикосу. Радио је и као кондициони тренер тенисера.

## Међународна такмичења
| Представљајући Југославију | Представљајући Југославију                 | Представљајући Југославију | Представљајући Југославију | Представљајући Југославију |
| Година                     | Такмичење                                  | Место                      | Пласман                    | Резултат                   |
| -------------------------- | ------------------------------------------ | -------------------------- | -------------------------- | -------------------------- |
| 1984                       | Олимпијске игре                            | Лос Анђелес, САД           | 16.                        | 76.52 м                    |
| 1986                       | Европско првенство                         | Штутгарт, Западна Немачка  | 7.                         |                            |
| 1987                       | Универзијада                               | Загреб, Југославија        | 2.                         | 80.26 м                    |
| 1987                       | Светско првенство                          | Рим, Италија               | 17.                        | 75.94 м                    |
| 1987                       | Медитеранске игре                          | Латакија, Сирија           | 1.                         |                            |
| 1988                       | Олимпијске игре                            | Сеул, Јужна Кореја         | 12.                        |                            |
| 1990                       | Европско првенство у атлетици на отвореном | Сплит, Југославија         | 18.                        | 77.28 м                    |
| 1991                       | Светско првенство                          | Токио, Јапан               | 28.                        | 73.84 м                    |